# Tricharia
Tricharia — рід грибів родини Gomphillaceae. Назва вперше опублікована 1825 року.